# Gagrella flavimaculata
Gagrella flavimaculata is een hooiwagen uit de familie Sclerosomatidae.